# Ophiura spinicantha
Ophiura spinicantha är en ormstjärneart som beskrevs av McKnight 2003. Ophiura spinicantha ingår i släktet Ophiura och familjen fransormstjärnor. Inga underarter finns listade i Catalogue of Life.